# 포스팅 시스템
포스팅 시스템(posting system)은 프로야구 선수가 메이저 리그에 진출할 경우, 이적을 할 수 있는 제도 중 하나이다.

## 한국프로야구 포스팅 시스템
FA가 아닌 선수가 메이저 리그에 진출하기 위해서는 소속구단의 동의가 필요한데, 소속구단은 포스팅을 행사하여 돈을 받고 선수를 이적시킬 수 있다. 단 한국프로야구에서 포스팅 시스템의 자격이 있는 선수는 1군에서 7시즌이상 FA자격일수를 채운 선수로 제한하고 있다. 초창기 포스팅은 가장 많은 이적금액을 제출한 MLB 1구단이 낙찰하는 방식이었지만 제도에 수정이 가해져 현재는 포스팅 신청을 하면 메이저리그 30개 구단과 선수가 자유롭게 협상하여 계약이 이루어지면 보장 연봉 총액에 따라 원소속팀에 정해진 비율을 이적료로 지급한다.

### 경쟁입찰방식
| 연도 | 이름   | 소속구단      | 낙찰구단              | 낙찰금액               | 비고                   |
| ---- | ------ | ------------- | --------------------- | ---------------------- | ---------------------- |
| 1998 | 이상훈 | LG 트윈스     | 보스턴 레드삭스       | 60만 달러              | 소속팀에서 이적거부    |
| 2002 | 진필중 | 두산 베어스   | 응찰구단 없음         |                        | 무산                   |
| 2002 | 진필중 | 두산 베어스   | 비공개                | 2만 5천 달러           | 소속팀에서 이적거부    |
| 2002 | 임창용 | 삼성 라이온즈 | 비공개                | 65만 달러              | 소속팀에서 이적거부    |
| 2009 | 최향남 | 롯데 자이언츠 | 세인트루이스 카디널스 | 101달러                | 이적 (마이너리그 계약) |
| 2012 | 류현진 | 한화 이글스   | 로스앤젤레스 다저스   | 2573만 7737달러 33센트 | 이적                   |
| 2014 | 양현종 | KIA 타이거즈  | 텍사스 레인저스       | 비공개                 | 소속팀에서 이적거부    |
| 2014 | 김광현 | SK 와이번스   | 샌디에이고 파드리스   | 200만 달러             | 무산                   |
| 2014 | 강정호 | 넥센 히어로즈 | 피츠버그 파이리츠     | 500만 2015달러         | 이적                   |
| 2015 | 박병호 | 넥센 히어로즈 | 미네소타 트윈스       | 1285만 달러            | 이적                   |
| 2015 | 손아섭 | 롯데 자이언츠 | 응찰구단 없음         |                        | 무산                   |
| 2015 | 황재균 | 롯데 자이언츠 | 응찰구단 없음         |                        | 무산                   |

### 선수연봉총액 양도금 연동방식
| 연도 | 이름   | 소속구단      | 계약구단              | 양도금액        | 비고 |
| ---- | ------ | ------------- | --------------------- | --------------- | ---- |
| 2019 | 김광현 | SK 와이번스   | 세인트루이스 카디널스 | 160만 달러      | 이적 |
| 2019 | 김재환 | 두산 베어스   | 계약구단 없음         |                 | 무산 |
| 2020 | 김하성 | 키움 히어로즈 | 샌디에이고 파드리스   | 552만 5000달러  | 이적 |
| 2020 | 나성범 | NC 다이노스   | 계약구단 없음         |                 | 무산 |
| 2023 | 이정후 | 키움 히어로즈 | 샌프란시스코 자이언츠 | 1882만 5000달러 | 이적 |

## 일본프로야구 포스팅 시스템
KBO와 달리 NPB는 선수가 단 1시즌만 소속팀에서 플레이 했더라도 구단이 허락만 하면 포스팅을 행사할 수 있다. 초창기 포스팅은 가장 많은 이적금액을 제출한 MLB 1구단이 낙찰하는 방식이었지만 제도에 수정이 가해져 현재는 포스팅 신청을 하면 메이저리그 30개 구단과 선수가 자유롭게 협상하여 계약이 이루어지면 보장 연봉 총액에 따라 원소속팀에 정해진 비율을 이적료로 지급한다.

### 경쟁입찰방식
| 연도 | 이름              | 소속구단          | 낙찰구단            | 낙찰금액               | 비고 |
| ---- | ----------------- | ----------------- | ------------------- | ---------------------- | ---- |
| 2000 | 스즈키 이치로     | 오릭스 블루웨이브 | 시애틀 매리너스     | 1312만 5000달러        | 이적 |
| 2001 | 이시이 가즈히사   | 야쿠르트 스왈로스 | 로스앤젤레스 다저스 | 1126만 4055달러        | 이적 |
| 2006 | 마쓰자카 다이스케 | 세이부 라이온즈   | 보스턴 레드삭스     | 5111만 1111달러 11센트 | 이적 |
| 2006 | 이와무라 아키노리 | 야쿠르트 스왈로스 | 탬파베이 레이스     | 450만 달러             | 이적 |
| 2006 | 이가와 게이       | 한신 타이거스     | 뉴욕 양키스         | 2600만 194달러         | 이적 |
| 2010 | 니시오카 쓰요시   | 지바 롯데 마린스  | 미네소타 트윈스     | 532만 9000달러         | 이적 |
| 2011 | 아오키 노리치카   | 야쿠르트 스왈로스 | 밀워키 브루어스     | 250만 달러             | 이적 |
| 2011 | 다르빗슈 유       | 니혼햄 파이터스   | 텍사스 레인저스     | 5170만 3411달러        | 이적 |

### 선수연봉총액 양도금 연동방식
| 연도 | 이름            | 소속구단                 | 계약구단        | 양도금액        | 비고 |
| ---- | --------------- | ------------------------ | --------------- | --------------- | ---- |
| 2018 | 기쿠치 유세이   | 사이타마 세이부 라이온스 | 시애틀 매리너스 | 1027만 5000달러 | 이적 |
| 2021 | 스즈키 세이야   | 히로시마 도요 카프       | 시카고 컵스     | 1462만 5000달러 | 이적 |
| 2022 | 요시다 마사타카 | 오릭스 버펄로스          | 보스턴 레드삭스 | 1537만 5000달러 | 이적 |

## 같이 보기
- 대한민국 출신 메이저 리그 베이스볼 선수 목록